# Liste der Officers des Order of Canada/T
Diese Liste gibt einen Überblick aller Personen, die mit der Auszeichnung Officer of the Order of Canada ausgezeichnet wurden.

## T
1. Lawrence M. (Larry) Tanenbaum
2. Elaine Tanner
3. Ronald R. Tasker
4. Roger Tassé
5. Charles Haskell Tator
6. Allan Richard Taylor
7. Andrew Taylor
8. Carole Taylor
9. Claude I. Taylor
10. Daniel John Taylor
11. Donald John Taylor
12. Hugh A. Taylor
13. J. Allyn Taylor
14. James Hutchings Taylor
15. Kenneth Douglas Taylor
16. Kenneth Wiffen Taylor
17. Eric Lawrence Teed
18. Carson Templeton
19. William Teron
20. Robert Tessier
21. Pierre Théberge
22. Yves Thériault
23. Rachel Thibeault (2012)
24. Gordon G. Thiessen
25. Robert Brent Thirsk (2013)
26. Ronald J. Thom
27. Audrey Thomas
28. Gordon W. Thomas
29. Donald Winston Thompson (2009)
30. John M. Thompson (2013)
31. Judith Clare Thompson
32. Robert Norman Thompson
33. W. Paul Thompson
34. Murray  McCheyne Thomson
35. Richard Murray Thomson
36. Robert Henry Thorlakson
37. Raymond Thorsteinsson
38. Arthur Louis Thurlow
39. Frank Russell Thurston
40. Shirley Marie Tilghman (2014)
41. James Edgar Till (* 1931)
42. Vianne Timmons
43. Michelle Ahern Tisseyre
44. Pierre Tisseyre
45. Brian Tobin (2012)
46. Richard H. Tomlinson
47. Roger F. Tomlinson (2013)
48. Stephen Toope (2015)
49. Rémi Tougas
50. Claude Tousignant
51. Vincent Massey Tovell
52. Bramwell Tovey (2013)
53. Peter Milburn Towe
54. Harold B. Town
55. Ethlyn Trapp
56. Alex Trebek
57. Alfred Tremblay
58. Arthur Tremblay
59. Gilles Tremblay (2012)
60. Marc-Adélard Tremblay
61. Pierre Tremblay
62. Richard Ernest Tremblay
63. Thomas Tremblay
64. Marilyn Trenholme Counsell (2012)
65. Bruce Graham Trigger (1937–2006)
66. Lorne Trottier
67. Albert W. Trueman
68. Peter Trueman
69. Hieu Cong Truong
70. Lap-Chee Tsui (* 1950)
71. Peter Tugwell (2013)
72. Endel Tulving (1927–2023)
73. Jacques Turcot (1914–1977)
74. Jean-Claude Turcotte (1936–2015)
75. W. F. A. Turgeon
76. Antoine Turmel
77. Neil G. Turok
78. Yuli Turovsky (2011)
79. William Thomas Tutte (1917–2002)
80. Shania Twain (* 1965)
81. Tommy Tweed
82. D. Lorne J. Tyrrell